# Fotinó (Árta)
Fotinó, en grec moderne : Φωτεινό, est un village du dème de Nikólaos Skoufás, district régional d'Árta, en Épire, Grèce.
Selon le recensement de 2011, la population du village s'élève à 178 habitants.